# Begonia yappii
Espèce
Begonia yappii est une espèce de plantes de la famille des Begoniaceae.
L'espèce fait partie de la section Jackia.
Elle a été décrite en 1929 par Henry Nicholas Ridley (1855-1956).
En 2018, l'espèce a été assignée à une nouvelle section Jackia, au lieu de la section Diploclinium.

## Répartition géographique
Cette espèce est originaire du pays suivant : Malaisie.